# Afrodiastictus mimicus
Afrodiastictus mimicus är en skalbaggsart som beskrevs av Gordon och Cartwright 1980. Afrodiastictus mimicus ingår i släktet Afrodiastictus och familjen Aphodiidae. Inga underarter finns listade i Catalogue of Life.